# Brent Smith
Brent Smith (Knoxville, 10 gennaio 1978) è un cantante statunitense, frontman della rock band Shinedown.
È conosciuto per le sue grandi doti vocali ed ha affermato di non aver mai preso alcuna lezione di canto. Ha spesso citato Otis Redding come la sua più grande influenza artistica.

## Vita privata
Nel 2007 Brent diventa padre per la prima volta. La canzone If You Only Knew parla proprio del momento in cui riceve la telefonata della sua compagna dell'epoca che lo informa di essere incinta. Si tratta della prima canzone d'amore in tutta la discografia degli Shinedown, precedente a I'll Follow You (scritta a quattro mani nel 2012 con David Bassett), visto che Brent ha dichiarato di non essere il tipo d'uomo adatto a questo genere di tematiche. 
In passato ha avuto problemi legati all'uso di stupefacenti ed afferma che è stata proprio la nascita del figlio a salvarlo.

## Carriera
Prima di fondare gli Shinedown ha fatto parte di altre due band chiamate Blind Thought e Dreve, questi ultimi subito contattati dalla Atlantic Records. Brent decide però di abbandonare il progetto e di cercare nuovi musicisti per dar vita alla band di cui fa parte attualmente.

## Collaborazioni
- Ha collaborato con i Saliva in una canzone dal titolo Don't Question My Heart che poi è stata scelta come theme song di ECW.
- Ha collaborato ancora una volta con i Saliva in My Own Worst Enemy, canzone contenuta in Cinco Diablo.
- Ha scritto la canzone There And Back Again per l'album di debutto di Chris Daughtry.
- Ha collaborato con i Theory of a Deadman nel loro singolo So Happy.
- È la voce di Not Strong Enough, canzone presente nell'album degli Apocalyptica, 7th Symphony.
- Ha collaborato con gli In This Moment nella canzone Sexual Hallucination.